# Muriel Blanche
Pour les articles homonymes, voir Blanche.
 (juin 2024).
La mise en forme du texte ne suit pas les recommandations de Wikipédia : il faut le « wikifier ».
Les points d'amélioration suivants sont les cas les plus fréquents. Le détail des points à revoir est peut-être précisé sur la page de discussion.
- Les titres sont pré-formatés par le logiciel. Ils ne sont ni en capitales, ni en gras.
- Le texte ne doit pas être écrit en capitales (les noms de famille non plus), ni en gras, ni en italique, ni en « petit »…
- Le gras n'est utilisé que pour surligner le titre de l'article dans l'introduction, une seule fois.
- L'italique est rarement utilisé : mots en langue étrangère, titres d'œuvres, noms de bateaux, etc.
- Les citations ne sont pas en italique mais en corps de texte normal. Elles sont entourées par des guillemets français : « et ».
- Les listes à puces sont à éviter, des paragraphes rédigés étant largement préférés. Les tableaux sont à réserver à la présentation de données structurées (résultats, etc.).
- Les appels de note de bas de page (petits chiffres en exposant, introduits par l'outil «  Source ») sont à placer entre la fin de phrase et le point final[comme ça].
- Les liens internes (vers d'autres articles de Wikipédia) sont à choisir avec parcimonie. Créez des liens vers des articles approfondissant le sujet. Les termes génériques sans rapport avec le sujet sont à éviter, ainsi que les répétitions de liens vers un même terme.
- Les liens externes sont à placer uniquement dans une section « Liens externes », à la fin de l'article. Ces liens sont à choisir avec parcimonie suivant les règles définies. Si un lien sert de source à l'article, son insertion dans le texte est à faire par les notes de bas de page.
- La présentation des références doit suivre les conventions bibliographiques. Il est recommandé d'utiliser les modèles {{Ouvrage}}, {{Chapitre}}, {{Article}}, {{Lien web}} et/ou {{Bibliographie}}. Le mode d'édition visuel peut mettre en forme automatiquement les références.
- Insérer une infobox (cadre d'informations à droite) n'est pas obligatoire pour parachever la mise en page.

Pour une aide détaillée, merci de consulter Aide:Wikification.
Si vous pensez que ces points ont été résolus, vous pouvez retirer ce bandeau et améliorer la mise en forme d'un autre article.
 (juin 2024).
Muriel Blanche, de son vrai nom Leumeni Kamcheu Muriel, née le 25 août 1990 à Bandja dans la région de l'Ouest du Cameroun, est une actrice, chanteuse, mannequin, productrice de cinéma, chroniqueuse et femme d'affaires camerounaise.

## Biographie

### Enfance et études
D'ethnie Bamiléké, Muriel Blanche naît le 25 août 1990 à Bandja dans la région de l'Ouest du Cameroun. Elle est titulaire d'un BTS en gestion et commerce international.

### Carrière
Elle se fait connaître en 2017 à travers la web-série Pakgne aux côtés de Marcelle Kuetche. 
À partir de 2013, elle participe à plusieurs projets cinématographiques : Touni Bush de Pascaline Ntema en 2013, Pakgne, La tombe des secrets, Deux belles femmes sans merci  et Un baiser pour deux de Dante Fox en 2017, Madame... Monsieur, Habiba en 2018, Shenanigans de Salem Kedy en 2019, Secret Blood de Maite Bimbia et Aline de Salem Kedy en 2020, Prédiction de Lucie Memba en 2021.
Musicienne, elle enregistre quelques opus parmi lesquels Barré collé.

## Filmographie

### Web séries
- 2017 : Pakgne

### Séries
- 2023 : La Bataille des chéries d'Ebenezer Kepombia : Fatima Mba
- 2022 : Madame... Monsieur saison 3 d'Ebenezer Kepombia
- 2021 : Madame... Monsieur saison 2 d'Ebenezer Kepombia
- 2020 : Madame... Monsieur saison 1 d'Ebenezer Kepombia
- 2018 : Habiba d'Ebenezer Kepombia
- 2017 : La tombe des secrets

### Films
- 2021 : Prédiction de Lucie Memba Boss
- 2020 : Secret blood de Maite Bimbia
- 2020 : Aline de Salem Kedy
- 2019 : Shenanigans de Salem Kedy
- 2017 : Deux belles femmes sans merci de Dante Fox
- 2017 : Un baiser pour deux de Dante Fox[4]
- 2013 : Touni Bush de Pascaline Ntema[5]

## Discographie
- 2022 : À l'aide (auteur-compositrice)
- 2021 : Barré collé
- 2017 : Dernière fois
- 2018 : Love me
- 2015 : Elle ou moi
- 2014 : Reste là

## Prix et récompenses
- 2020 : Best actress dans la catégorie cinéma au Maiden edition of Best Talent Award
- 2019 : Nommée dans la catégorie Best Actress of year aux African Talent Awards
- 2024 : Meilleure interprétation féminine de  série TV  "la bataille des chéries" aux Sotigui Awards 2024[6]